# Sindrome di Crigler-Najjar

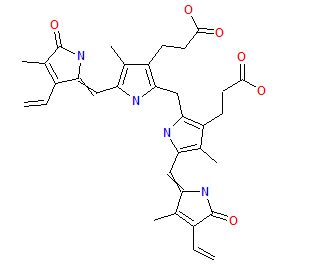

La  sindrome di Crigler-Najjar (CNS) è una rara malattia genetica congenita collegata a un malfunzionamento metabolico, dove l'enzima bilirubina glucuronosiltransferasi mostra deficit di produzione.

## Epidemiologia
I dati epidemiologici non sono certi ma si stima che l'incidenza alla nascita sia di 1 su un milione di bambini nati vivi mentre la prevalenza della malattia è stimata 1-9 individui ogni 100 000 persone.

## Classificazione
Vi sono due forme, entrambe a ereditarietà autosomica recessiva: nel tipo 1 (CNS1) il deficit enzimatico è completo; nel tipo 2 (CNS2) il deficit enzimatico è parziale (una frazione di enzima è funzionante).

## Clinica
Fra i sintomi e i segni clinici ritroviamo iperbilirubinemia non coniugata (indiretta) più o meno grave a seconda della tipologia, ittero, prurito. Qualora vi sia coinvolgimento del SNC nel neonato si osserva kernicterus.

## Trattamento
Il trattamento farmacologico prevede la somministrazione di fenobarbitale (efficace solo nella CNS2) e l'orlistat. Altri trattamenti sono la fototerapia e il trapianto di fegato.

## Prognosi
La prognosi è generalmente buona per la CNS2 mentre non si può dire lo stesso per la CNS1dove è possibile la morte entro il primo anno di età.